# Elizabeth Jane Gardner
Elizabeth Jane Gardner (Exeter, Nuevo Hampshire, 4 de octubre de 1837-París, 28 de enero de 1922) fue una pintora figurativa estadounidense.
Estudió Pintura en París con Merle, Lefebvre y finalmente con William-Adolphe Bouguereau, con quien se casó en 1896 (al morir su madre y después de diecisiete años de una relación amorosa por todos conocida pero a la que la progenitora se oponía), y cuyo estilo adoptó con tanto éxito que parte de su obra puede ser confundida con la de él. Entre sus obras más conocidas están Cenicienta, Cornelia y sus joyas, Adivina, Maud Muller, Dafnis y Cloe, Ruth y Naomí, La hija del granjero, La boda bretona y algunos retratos.
En 1866, Gardner fue la primera mujer estadounidense que expuso en el Salón de París, junto con su compatriota y amiga Mary Cassat. Premiada con una medalla de oro en el Salón de 1872, se convirtió en la primera mujer que recibió semejante honor.

## Biografía

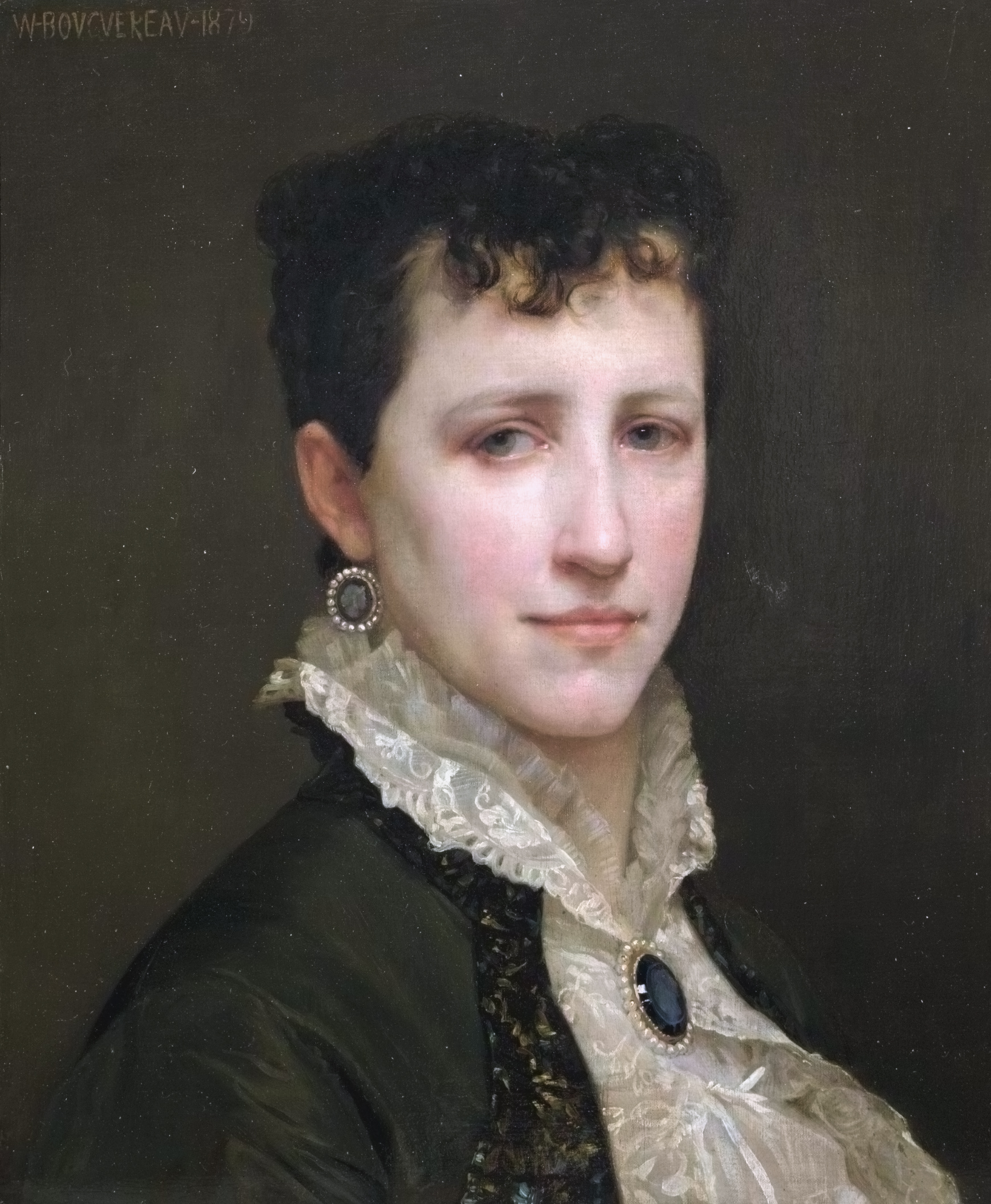
Retrato de Elizabeth Jane Gardner, realizado por William-Adolphe Bouguereau, 1879.

Gardner fue a la escuela en la Young Ladies' Female Academy en Exeter para transferirse posteriormente al Lasell Female Seminary en Auburndale, Massachusetts, donde estudió arte e idiomas, aprendiendo inglés, francés, italiano y alemán. Se graduó en 1856 y pasó los siguientes años dando clases de francés en una escuela que acababa de abrirse en Worcester, Massachusetts. En 1864, después de enseñar arte en el Lasell Seminary, ella e Imogene Robinson se fueron a Francia. Para poder pagar el alquiler, se dedicaba a copiar pinturas de artistas contemporáneos y maestros de galerías de prestigio. Más adelante, el otoño de ese mismo año, Gardner decidió solicitar su ingreso en la École des Beaux-Arts. Se consideraba que esta escuela era la academia de arte más prestigiosa de París. Su solicitud fue rechazada. Como muchos, si no todos, los centros de arte de aquella época, la academia era sólo para hombres. La prohibición para las mujeres no fue eliminada hasta 1897, treinta y cinco años después de la solicitud de Gardner. Sin embargo, Gardner no se rindió. Se dedicó a recibir clases privadas y a crear un buen conjunto de trabajo artístico.

## Carrera profesional
Poco después de llegar a París con su antigua profesora, Imogene Robinson, Gardner comenzó haciendo copias en el Musée du Luxembourg, y su estudio se convirtió en un lugar al que los estadounidenses solicitaban copias de sus pinturas europeas favoritas. En una carta a su hermano, Gardner señalaba que, "Los americanos están comprando muchos cuadros. Siempre he tenido la suerte de gustar a aquellos para los que he pintado. Un señor estaba tan satisfecho de la copia que me pagó más de lo que yo pedía." Durante un periodo breve, aprendió con Jean-Baptiste-Ange Tissier antes de dejarlo en 1865 para unirse a un estudio-cooperativa independiente de mujeres.
En 1868, Gardner fue la primera mujer estadounidense en exponer en el Salón de París. Durante ese mismo periodo, sus pinturas fueron incluidas en 25 galerías de París. Consiguió una medalla de oro en el Salón de 1872 Salon, siendo la primera mujer en recibir dicho reconocimiento. La obra de Gardner Bouguereau's se incluyó en el Salón más que la de cualquier otra mujer pintora en la historia, y más que la de muchos de los pintores hombres.
El mayor reto para su formación fue la limitación que tenían las mujeres para estudiar anatomía a partir de modelos desnudos. Ella consiguió esquivarlo vistiéndose de hombre para poder acceder a la escuela de pintura de la Manufacture Nationale des Gobelins et de la Savonnerie. En 1873, Gardner consiguió finalmente ser admitida a la previamente masculina Académie Julian, donde estudió con Jules Joseph Lefebvre y Bouguereau.
Gardner exhibió su obra en el Museo de Ciencia e Industria de Chicago y en The Woman's Building en la exposición mundial de 1893 World's Columbian Exposition en Chicago, Illinois.

## Relación con Bouguereau
La relación de Gardner con William-Adolphe Bouguereau era ampliamente conocida y comentada entre la comunidad artística en París. Nunca la escondieron durante los diecisiete años que duró su compromiso, porque no querían enfadar a la madre de Bougereau. Cuando esta finalmente murió en 1896 a los 91 años, la pareja no perdió ni un momento para casarse. 

## Carácter personal
Gardner era muy independiente y resuelta. Como la artista Rosa Bonheur, solicitó a la policía un permiso que la permitiera llevar ropa de hombre para poder ir a las famosas clases de tapices de Gobelins Manufactory. Era una astuta mujer de negocios, y una excelente lingüista, que cambiaba fácilmente del inglés al francés, italiano o alemán para hacer a sus invitados y potenciales clientes sentirse a gusto. Tenía grandes habilidades sociales, sabía cómo gestionar la publicidad y alimentar las relaciones que la ayudarían a avanzar en su carrera profesional. Su habilidad para acceder a la sociedad parisina del momento le consiguió buenas ventas y comisiones por retratos.

## Significado cultural deLa Confidence
Una de las obras más conocidas de Gardner, La Confidence (El secreto, ca. 1880) pertenece a la colección del Georgia Museum of Art. La pintura representa el susurro íntimo de un secreto entre dos jóvenes campesinas. La obra fue donada al Lucy Cobb Institute, una escuela para niñas en Athens, Georgia, y era muy admirada dentro de la colección de arte de la escuela, considerando además que tenía un objetivo moralizante para las niñas que llegaban a la escuela. En 1991, el pintor y director de cine de la University of Georgia James Herbert (director) se apropió de la obra de Gardner y de varias otras pinturas de la colección del Georgia Museum of Art reinterpretando la imagen para el vídeo de la canción "Low" de la banda de Athens R.E.M. de su álbum Out of Time.

## Galería
La obra de Gardner tiene bastantes semejanzas con el de su marido, William-Adolphe Bouguereau

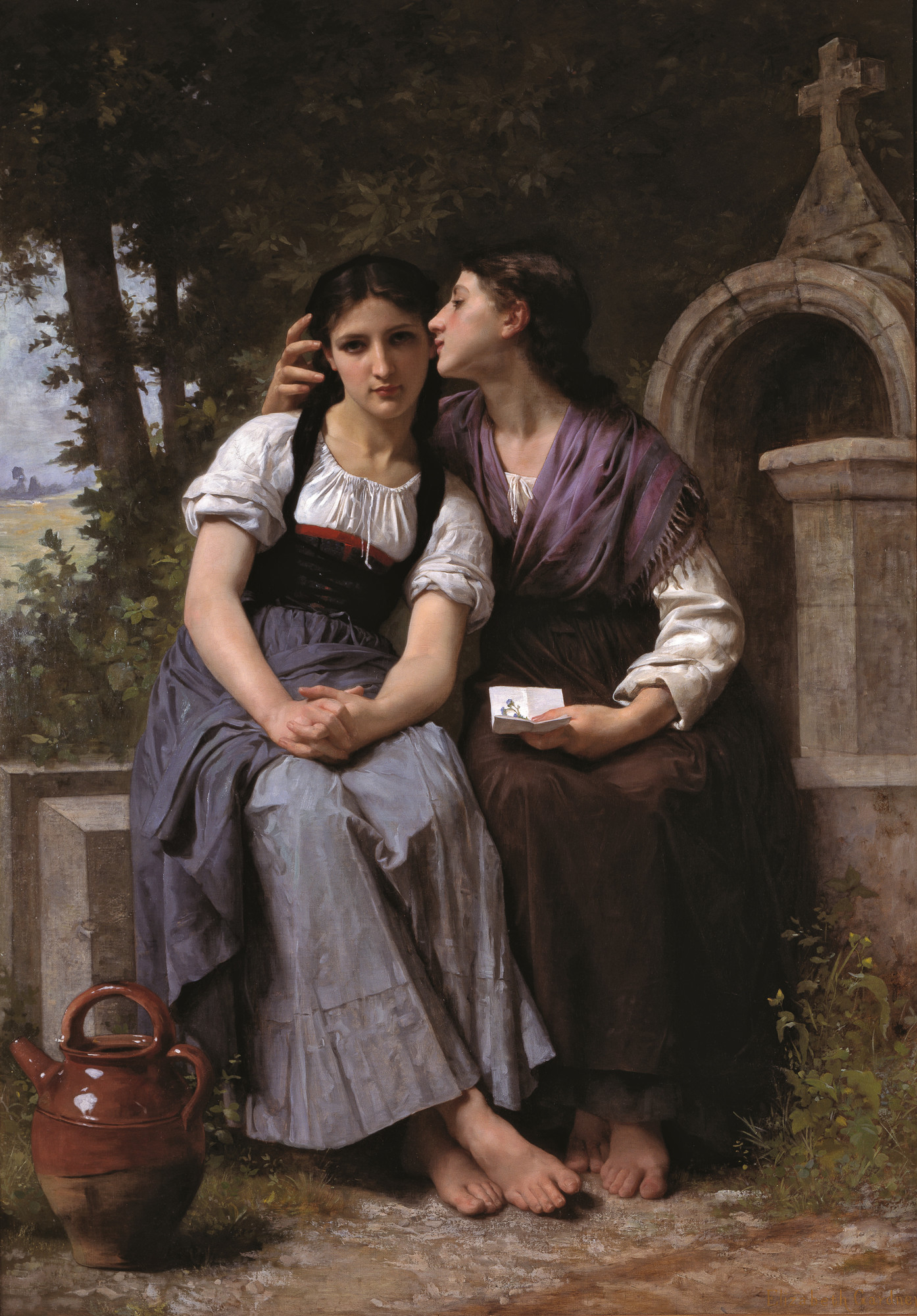
La Confidence (1880)
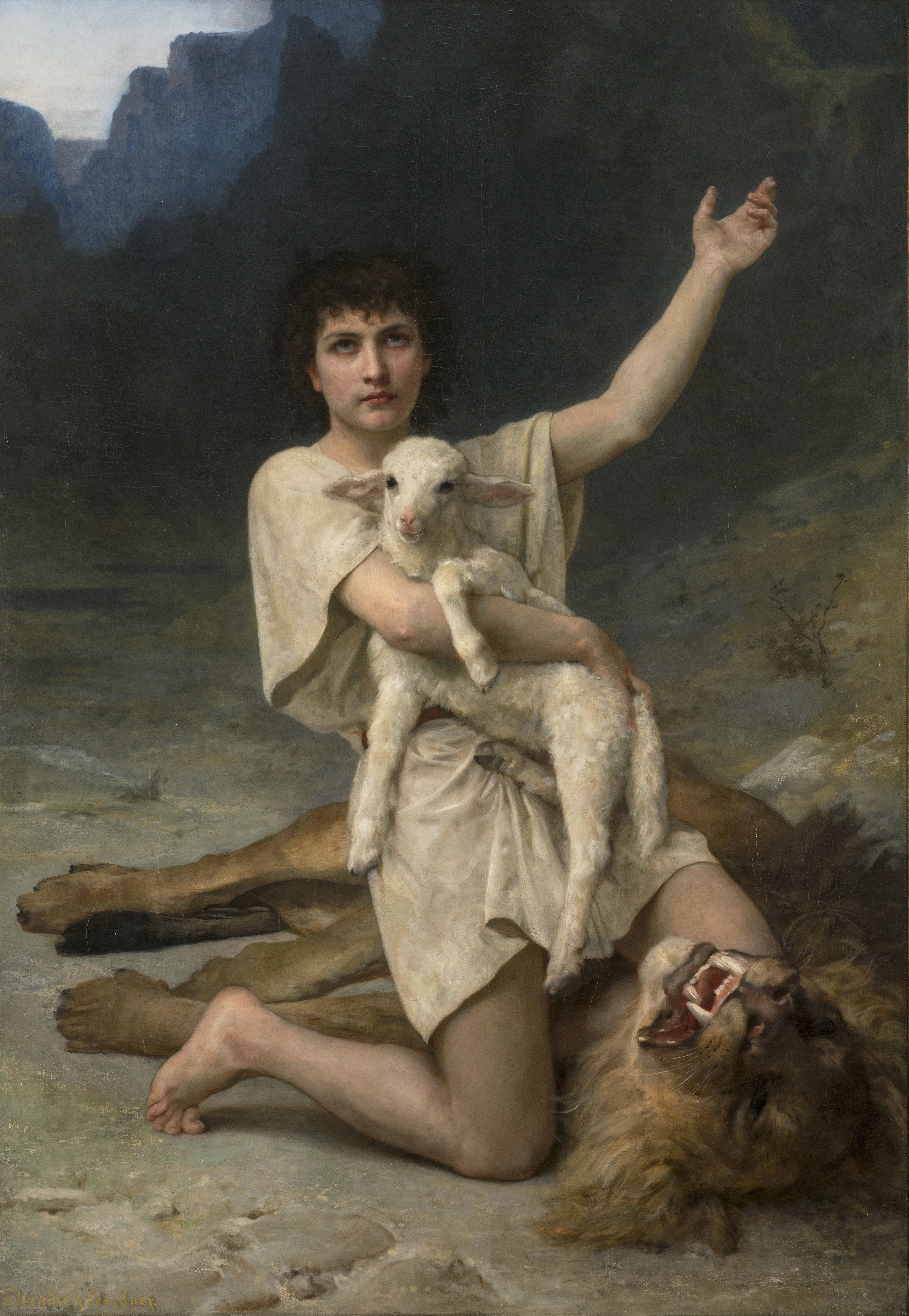
David the Shepherd
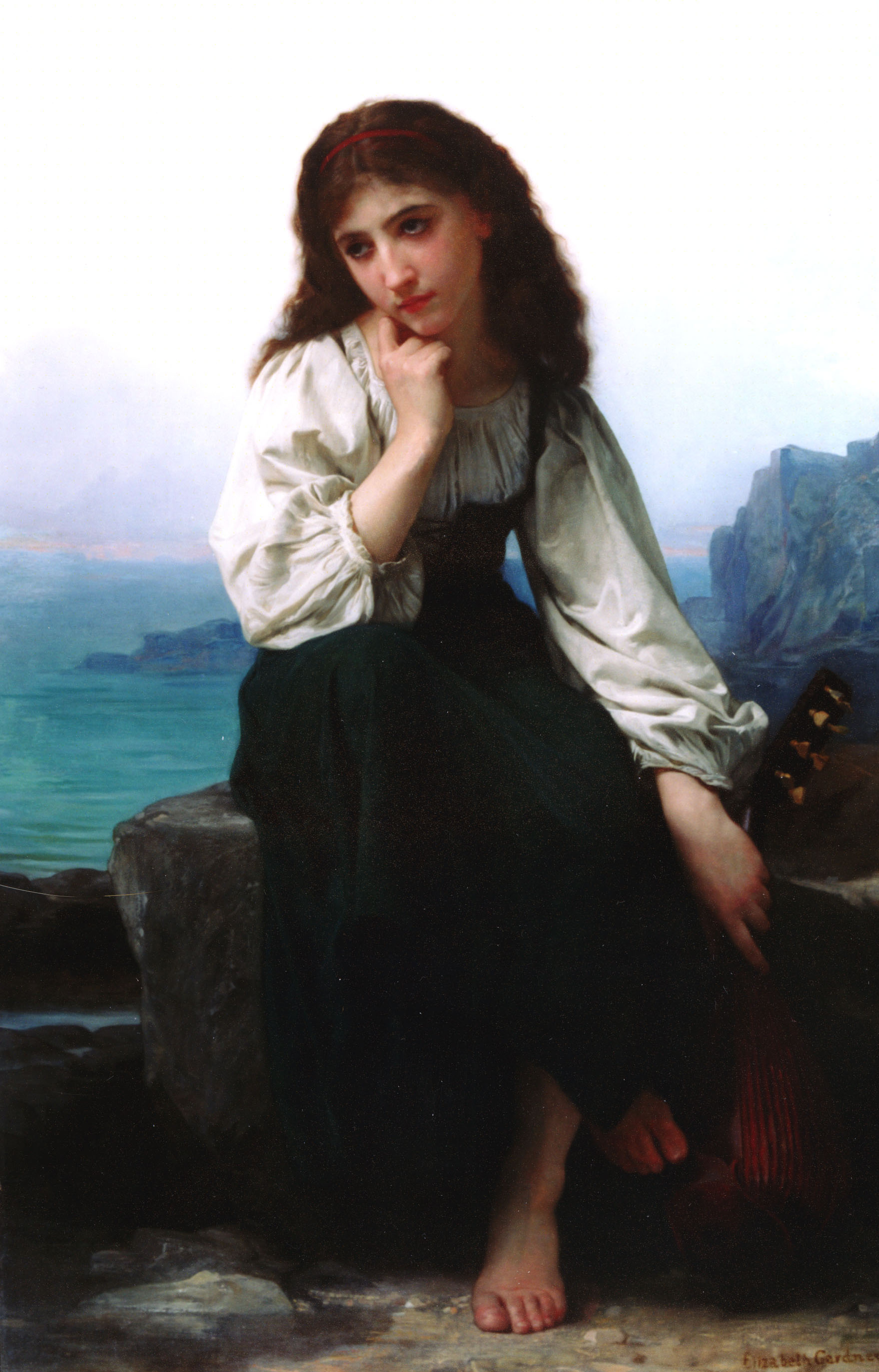
Gardner-Garde – Similar to Bouguereau's The Bohemian
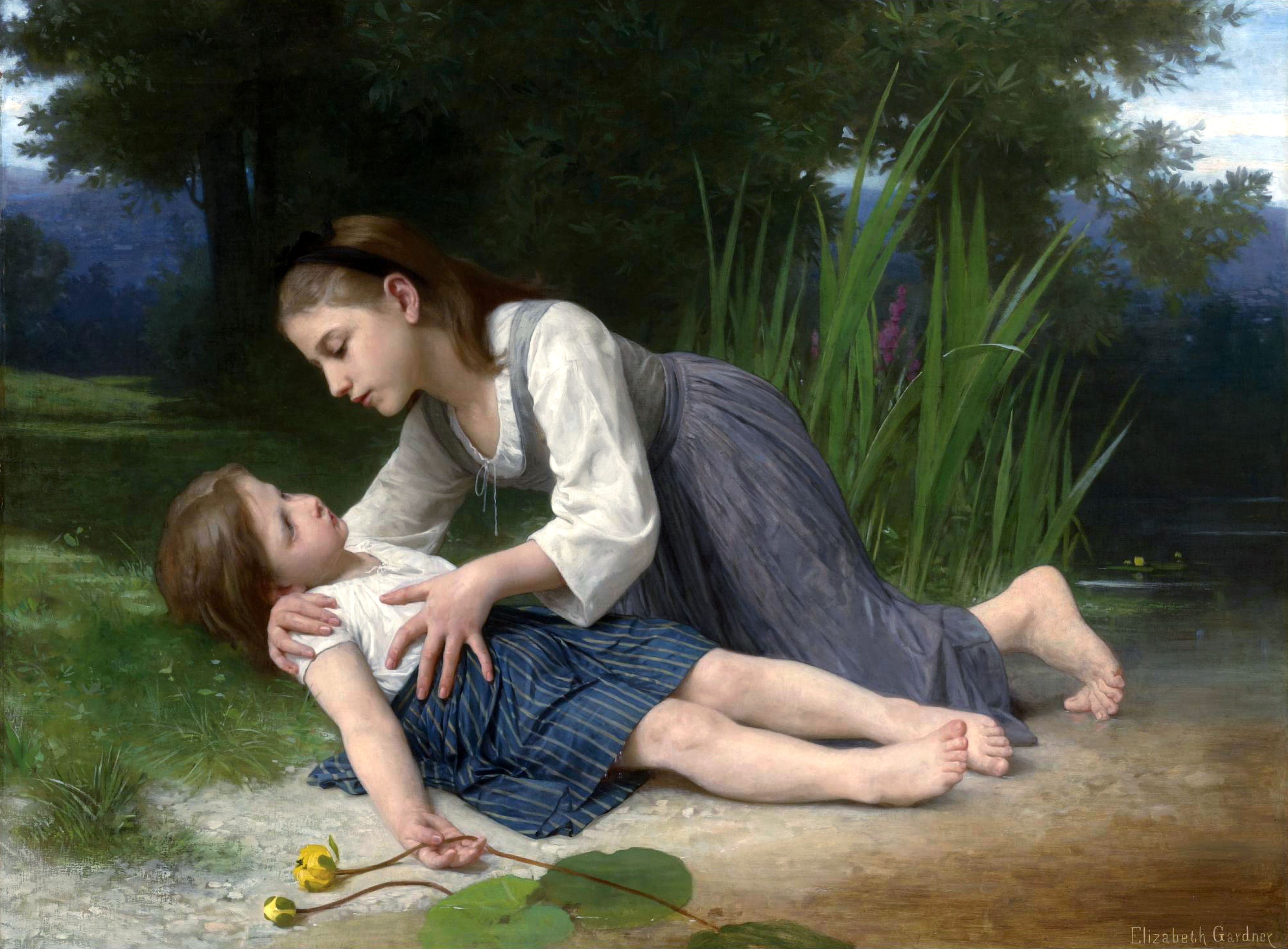
The Imprudent Girl
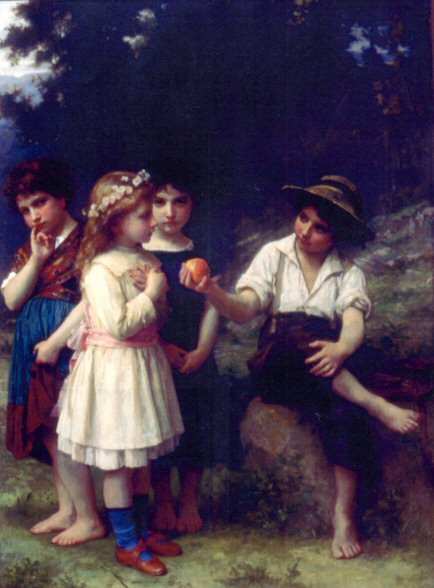
Elizabeth Jane Gardner - The Judgement of Paris
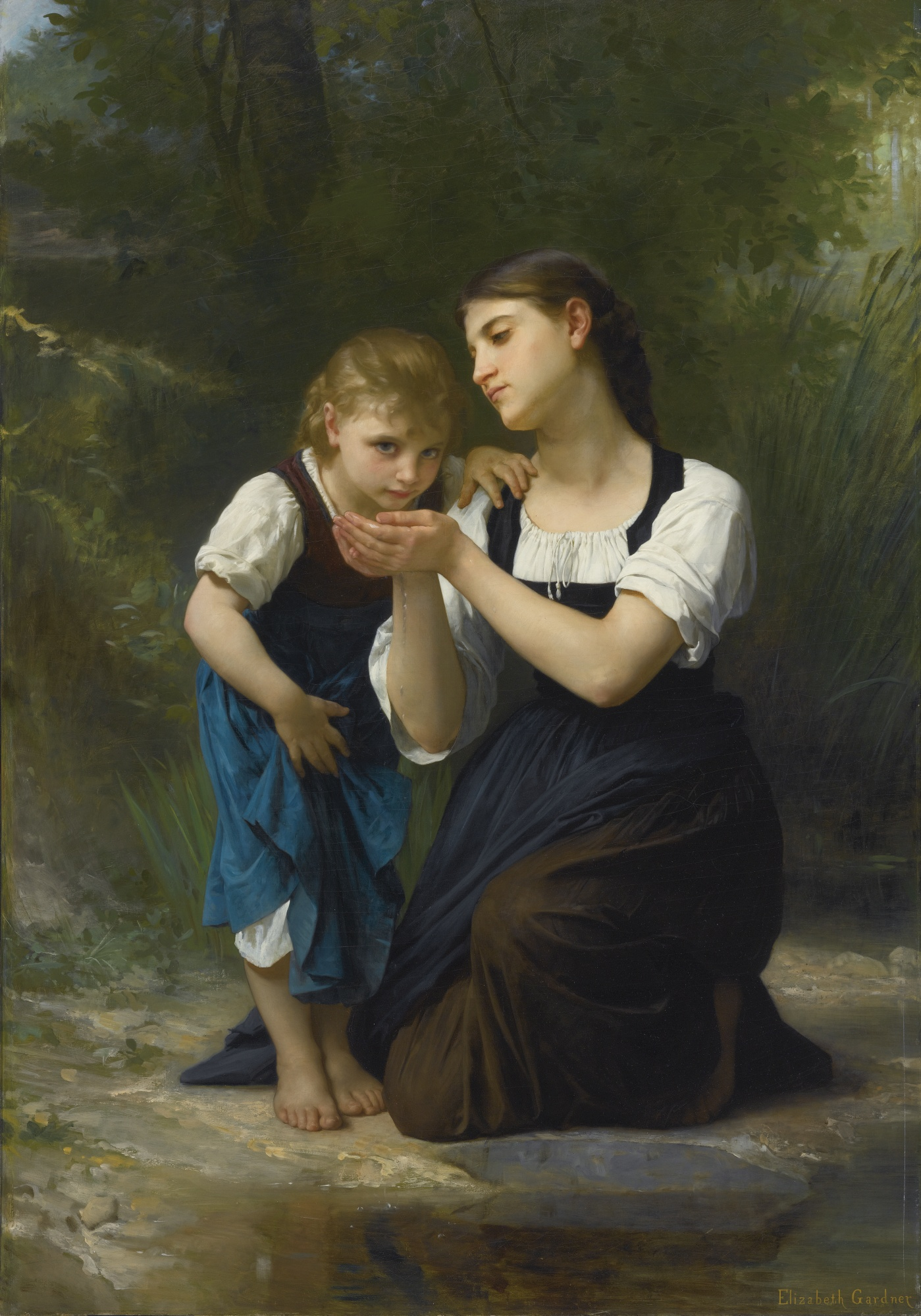
Elizabeth Jane Gardner - La coupe improvisée
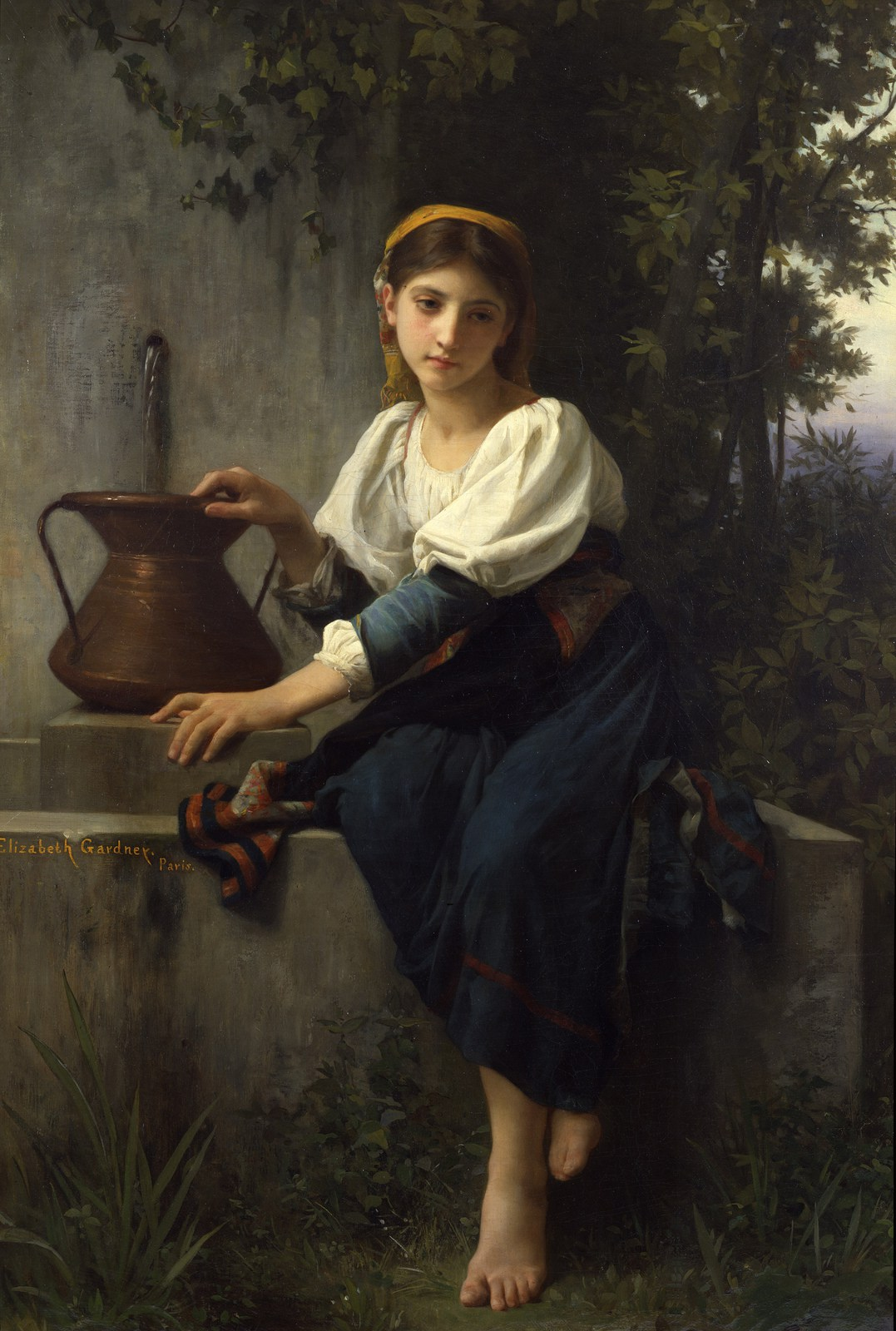
Young girl at the well (unknown date) - Elizabeth Jane Gardner
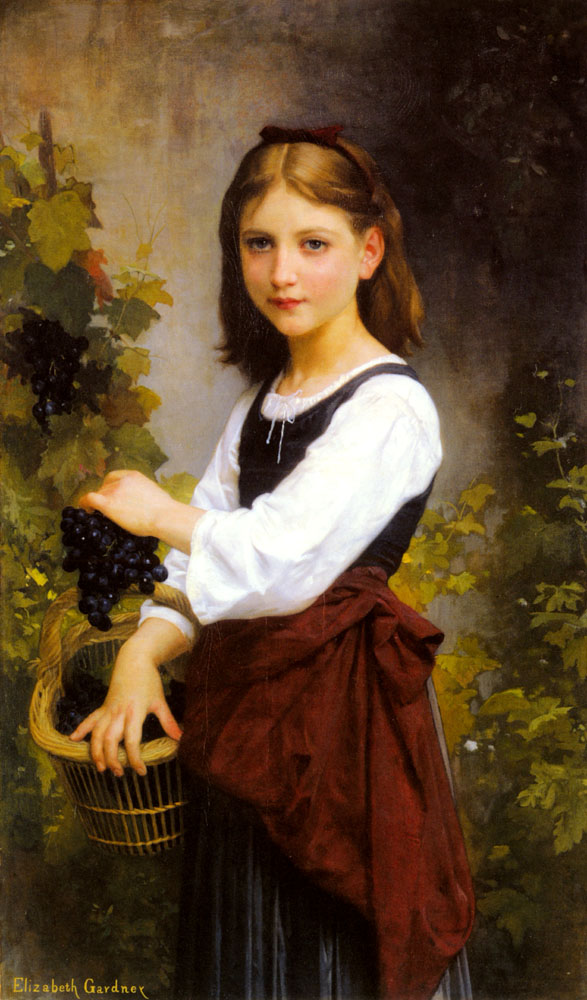
Gardner-A Young Girl Holding A Basket Of Grapes